# Bélaïd Abdesselam
Pour les articles homonymes, voir Abdesselam.
 (octobre 2017).
Si vous disposez d'ouvrages ou d'articles de référence ou si vous connaissez des sites web de qualité traitant du thème abordé ici, merci de compléter l'article en donnant les références utiles à sa vérifiabilité et en les liant à la section « Notes et références ».
Bélaïd Abdesselam (en arabe : بلعيد عبد السلام, en berbère : ⴱⴻⵍⴰïⴷ ⵄⴱⴷⴻⵙⵙⴻⵍⴰⵎ), né le 20 juillet 1928 à Aïn El Kebira dans l'actuelle wilaya de Sétif en Algérie au sein d'une famille originaire de Beni Yenni wilaya de Tizi Ouzou, et mort le 27 juin 2020 à Alger, est un homme d'État algérien. Il est notamment chef du gouvernement algérien de 1992 à 1993. De 1965 à 1977, Bélaïd Absselam, à la tête du ministère de l'Industrie, gère le développement de l'industrie énergétique de l'Algérie indépendante.

## Biographie
Bélaïd Abdesselam est né le 20 juillet 1928 à Aïn El Kebira, il est toutefois originaire d'Ath Yenni en Kabylie,.
Avant le 1er novembre 1954, Bélaïd Abdesselam milite au Parti du peuple algérien puis au Mouvement pour le triomphe des libertés démocratiques avant de rejoindre le FLN en mai 1955.
Il est arrêté en 1958 par le FLN au Maroc : il est condamné à mort pour « désertion » puis gracié par Khalifa Laroussi qui intervient auprès de Boussouf.
Il poursuit des études de médecine à l'université d'Alger puis à Grenoble. Durant la guerre d'Algérie, il prend la responsabilité du département d'anglais du GPRA (Gouvernement provisoire de la République algérienne). Après l'indépendance, il devient ministre de l'Industrie et de l'Énergie sous la présidence de Houari Boumédiène (gouvernements Boumédiène II et III, de 1965 à 1977). De février 1979 et juin 1980, il est membre du bureau politique du FLN.
il se retire de la vie politique durant une décennie, puis il se présente en 1991 comme candidat indépendant aux élections législatives. Il devient ensuite Premier ministre du 8 juillet 1992 au 21 août 1993. Il est candidat à la candidature en tant qu'indépendant aux élections présidentielles de 1999, sans récolter le nombre de signatures suffisant.
Il meurt le 27 juin 2020 à l'âge de 91 ans,.

## Carrière
- 1992-1993 : Chef du gouvernement[5].
- 1977-1979 : ministre des Industries légères[6].
- 1965-1977 : ministre de l'Industrie et de l'Énergie[7],[8];
- 1964-1966 : directeur général de la Sonatrach
- 1958-1962 : collaborateur du GPRA et de l'exécutif provisoire[9]
- 1953-1955 : membre fondateur de l'Union générale des étudiants musulmans algériens (UGEMA)
- 1951-1953 : président de l'Association des étudiants musulmans nord-africains (AEMAN)

## Décorations
- Ahid de l'ordre du Mérite national d'Algérie.